# Saint-Étienne-de-Montluc
Saint-Étienne-de-Montluc là một xã thuộc tỉnh Loire-Atlantique, trong vùng Pays de la Loire ở phía tây nước Pháp. Xã này nằm ở khu vực có độ cao trung bình 17 mét trên mực nước biển. Theo điều tra dân số năm 1999 của INSEE, xã có dân số 6231 người.